# Fabrice Gianfermi
Fabrice Gianfermi (* 20. Jahrhundert) ist ein französischer Filmproduzent. Seit Beginn der 2000er-Jahre hat er an über einem Dutzend französischen und amerikanischen Filmprojekten mitgewirkt. Für die Produktion des Spielfilms Coda  (2021) gewann er einen Oscar.

## Karriere
Ab Beginn der 2000er-Jahre kümmerte sich Fabrice Gianfermi um die Finanzierung erster französischer Spielfilmprojekte, darunter Bruno Chiches Tragikomödie Barnie et ses petites contrariétés (2001), Bernie Bonvoisins historischer Abenteuerfilm Blanche (2002) und Philippe Harels Thriller Tristan (2003). An all diesen Filmen war Philippe Rousselet als Produzent beteiligt. Gemeinsam mit ihm und weiteren internationalen Partnern produzierte Gianfermi als „Executive Producer“ die preisgekrönte Satire Lord of War – Händler des Todes (2005) mit Nicolas Cage in der Titelrolle. Nach ähnlichem Muster folgten mit dem Thriller Source Code und der romantischen Komödie Larry Crowne (beide 2011) weitere US-amerikanische Filmprojekte, ehe sich Fermi und Rousselet wieder dem französischen Kino zuwandten. Gemeinsam gründeten beide die in Paris und Los Angeles angesiedelte Filmproduktionsfirma Vendôme, die sie als CEOs anführen.
Im Gegensatz zu Rousselet hielt sich Gianfermi als „Executive Producer“ oder „Associate Producer“ bei Spielfilmprojekten mehr im Hintergrund. Ausnahmen waren die internationalen Produktionen Bastille Day (2016) von James Watkins und What Happened to Monday? (2017) von Tommy Wirkola, bei denen er neben seinem Geschäftspartner als Produzent geführt wurde. Gianfermi vergleicht die Arbeit eines Produzenten mit der eines Projektmanagers: „[...] wir initiieren ein Projekt, indem wir ein Drehbuch schreiben lassen. Dann suchen wir uns einen guten Regisseur, mit dem wir über das Casting entscheiden. Um den Film zu machen, suchen wir nach einer Finanzierung. Und schließlich liefern wir das fertige Produkt an den Verleiher, der für die Verwertung auf verschiedenen Medien einschließlich Kinos verantwortlich ist“.

## Filmografie (Auswahl)
- 2005: Lord of War – Händler des Todes (Lord of War)
- 2011: Source Code
- 2011: Larry Crowne
- 2013: Alive & Well (Dokumentarfilm)
- 2014: Prêt à tout
- 2014: À toute épreuve
- 2014: Verstehen Sie die Béliers? (La famille Bélier)
- 2015: Tout pour être heureux
- 2016: Bastille Day
- 2016: Plötzlich Papa (Demain tout commence)
- 2017: Comment j’ai rencontré mon père
- 2017: What Happened to Monday?
- 2017: L’un dans l’autre
- 2017: Frühes Versprechen (La promesse de l’aube)
- 2018: Rémi – sein größtes Abenteuer (Rémi sans famille)
- 2021: Coda
- 2021: Adieu Monsieur Haffmann
- 2021: Un petit miracle

## Auszeichnungen (Auswahl)
- 2022: Oscar – Bester Film (Coda)
- 2022: Producers Guild of America Award – Bester Kinofilm (Coda)